# ブランドン・オニール
ブランドン・オニール（英語: Brandon O'Neill、1994年4月12日 - ）は、オーストラリアのサッカー選手。オーストラリア代表。ポジションはMF。
Kリーグ時代の登録名はオニール（ハングル: 오닐）。

## クラブ歴

### パース・グローリー
パース生まれで2010年にパース・グローリーFCの下部組織と契約を結んだ。2011-12シーズンの2012年3月18日にAリーグで出場し、初出場となった。同年5月3日に2年のプロ契約を締結した。

### シドニーFC
2015年5月25日に2年契約でシドニーFCに移籍。
2016年10月8日にペナルティエリア外側から壁を避けるように曲がったフリーキックがゴールの右の角に吸い込まれ、Aリーグ初得点を記録。なお2017年2月24日に獲得したリーグ2得点目もまたフリーキックからの得点であった。2016年12月13日に2年の契約延長。2017年3月26日にもミドルシュートで得点を記録しキャリアハイとなった。

### 浦項スティーラース
2020年1月13日にKリーグの浦項スティーラースに移籍。移籍金は25万から30万豪ドルとみられ、契約年数は2年の内容で合意した。

### ブリーラム・ユナイテッド
2020年12月3日、ブリーラム・ユナイテッドFCに移籍した。

## 代表歴
2019年6月7日に行われた韓国代表との親善試合でオーストラリア代表初出場。